# El maestro cantor

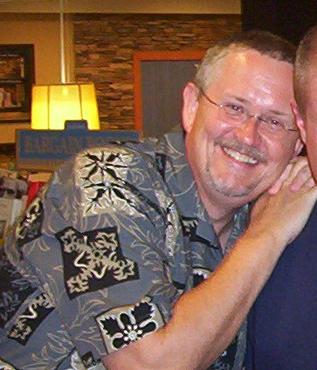
Orson Scott Card (1951−), renombrado escritor de ciencia ficción.

El maestro cantor (1980) es una novela de ciencia ficción escrita por el novelista estadounidense Orson Scott Card (1951–), premiada con el Hamilton-Brackett Memorial Award en 1981. La historia se desarrolla en un futuro imperio humano, y se centra en Ansset, un hermoso niño cuya prodigiosa y perfecta voz tiene el poder de amplificar las emociones de la gente. Se convertirá en un Pájaro Cantor, entrenado en el arte de cantar tan bellamente que sus canciones pueden transmitir ideas y emociones mejor que las palabras.
Al igual que sucedió posteriormente en El juego de Ender (1985), El maestro cantor es una ampliación de un cuento escrito anteriormente, El Pájaro Cantor de Mikal, finalista del premio Nébula en 1978.
El autor ha sido criticado por el conservadurismo estadounidense debido a la inclusión de una escena homoerótica en la trama, mientras que desde sectores progresistas se le tacha de homófobo, especialmente por sus artículos políticos en contra del matrimonio igualitario.

## Trama
El maestro cantor es una novela sobre la iniciación a la madurez. De modo similar a El juego de Ender, Ansset, el protagonista, es un niño alienado, pero con un talento extraordinario, talento que un entorno exigente le forzará a desarrollar hasta el límite.

### Prólogo
En un imperio galáctico del futuro, la Casa del Canto es una institución de enseñanza musical que provee de Pájaros Cantores, niños cantores de extremado talento, a gente de toda la galaxia. Durante la formación del Imperio de Mikal, la Casa del Canto, al encontrarse en Tew, un planeta sin importancia económica o estratégica, ha mantenido su independencia. Pero un día llega Mikal, el emperador en persona, a la puerta de la Casa del Canto solicitando un Pájaro Cantor.

—No comprende —explicó la muchacha—. Los Pájaros Cantores solo se dan a los que verdaderamente puedan apreciarlos. Somos nosotros quienes los ofrecemos. No aceptamos peticiones.
El maestro cantor

Mikal es conducido a la Sala Alta, con el maestro cantor Nniv. La reputación de no venderse al dinero o al poder de la Casa del Canto está en juego. No obstante, la historia de Mikal no es tan obvia:

—Maestro cantor Nniv, conquisté un planeta llamado Lluvia, y en él había un hombre de gran fortuna que poseía un Pájaro Cantor y me invitó a escuchar cantar al niño.
Y, al recordarlo, Mikal no pudo contenerse. Se echó a llorar.

La sincera conmoción de Mikal convence al maestro de la Sala Alta que debe dársele un Pájaro Cantor. Los Pájaros Cantores, aunque impresionaban a todo el mundo, solo podían ser apreciados plenamente por personas «cuyo interior más profundo resonara con la más poderosa de las músicas». Un Pájaro Cantor jamás acudía a una persona que matara, fuera codiciosa, sintiera gula o que ansiara el poder.

### Esste
Pasados setenta y nueve años, Mikal tiene bajo su poder un imperio unificado, que disfruta de una paz prolongada, pero no tiene aún su Pájaro Cantor. Ansset es un niño muy hermoso, secuestrado a muy temprana edad para ser vendido como esclavo y finalmente adoptado por la Casa del Canto.

Tanto si se convertían en Pájaros Cantores como en simples cantores, maestros o profesores, o aunque no sacaran ningún provecho de la música, la Casa del Canto les educaba y se preocupaba por ellos durante toda su vida. In loco parentis, decía la ley.
El maestro cantor

Allí conoce a Rruk, una niña que le consuela la primera noche con una canción de la casa, a la que él responde con su arrollador talento innato. Las excelentes cualidades de Ansset se muestran en seguida, pues en la primera lección de Ansset en su primer día en la Casa del Canto, el maestro pierde el «Control», y llora de emoción. Tras conocerlo, Esste, encargada por Nniv de buscar el Pájaro Cantor de Mikal, decide ser su instructora. Todos los alumnos y profesores tienen la certeza de que Ansset se convertirá en un Pájaro Cantor, el más alto grado entre los soberbios cantores que la Casa del Canto produce, capaz de conmover con su voz el corazón más endurecido o de manipular su actitud y sus sentimientos con toda facilidad.
Kya-kya es una niña, una Sorda en la Casa del Canto. Aunque dotada de talento, no se concentra. No es que no pueda oír, sino que, como le dijo un maestro: «Oír, no oyes». Encargada de varias tareas en la Casa del Canto, se siente en cierto sentido defraudada, aunque recibe la mejor de las educaciones, como el resto de niños adoptados. Un día, Kya-kya descubre que Nniv ha muerto. La tradición exige que sea ella quien vaya a comunicárselo al nuevo maestro. Sencillamente sabrá quién ha de ser, y debe pedirle que se encargue del funeral.
Esste se convierte en el maestro cantor de la Sala Alta. La amargura de Kya-kya le permite apreciar un error en la formación de Ansset que podría acabar con él. A los niños de la Casa del Canto se les enseña el Control, una disciplina severa que actúa como barrera de contención para el torrente de emociones humanas, encerrándolas dentro. Pero Ansset se aferra al Control con demasiada fuerza, y es incapaz de bajar la barrera: como un espejo, toma las emociones que percibe y las devuelve con más fuerza que antes, pero sin nada de dentro de él. No está preparado para ir a la Corte, con su voz y su poder, esa frialdad podría convertirlo en un monstruo manipulador. Esste comienza no permitiéndole cantar en público. Pero el Control de Ansset es férreo, y ni siquiera pregunta el motivo.

La finalidad del Control no era apartar al cantor de todo contacto humano, sino hacer que ese contacto fuera claro y limpio. En vez de utilizarlo como un canal, Ansset empleaba el Control como una barrera impenetrable e insuperable.
Cruzaré tu barrera, Ansset, se prometió Esste en silencio. Me cantarás una canción propia.
Pero el rostro inexpresivo y carente de significado del niño decía solo: fracasarás.

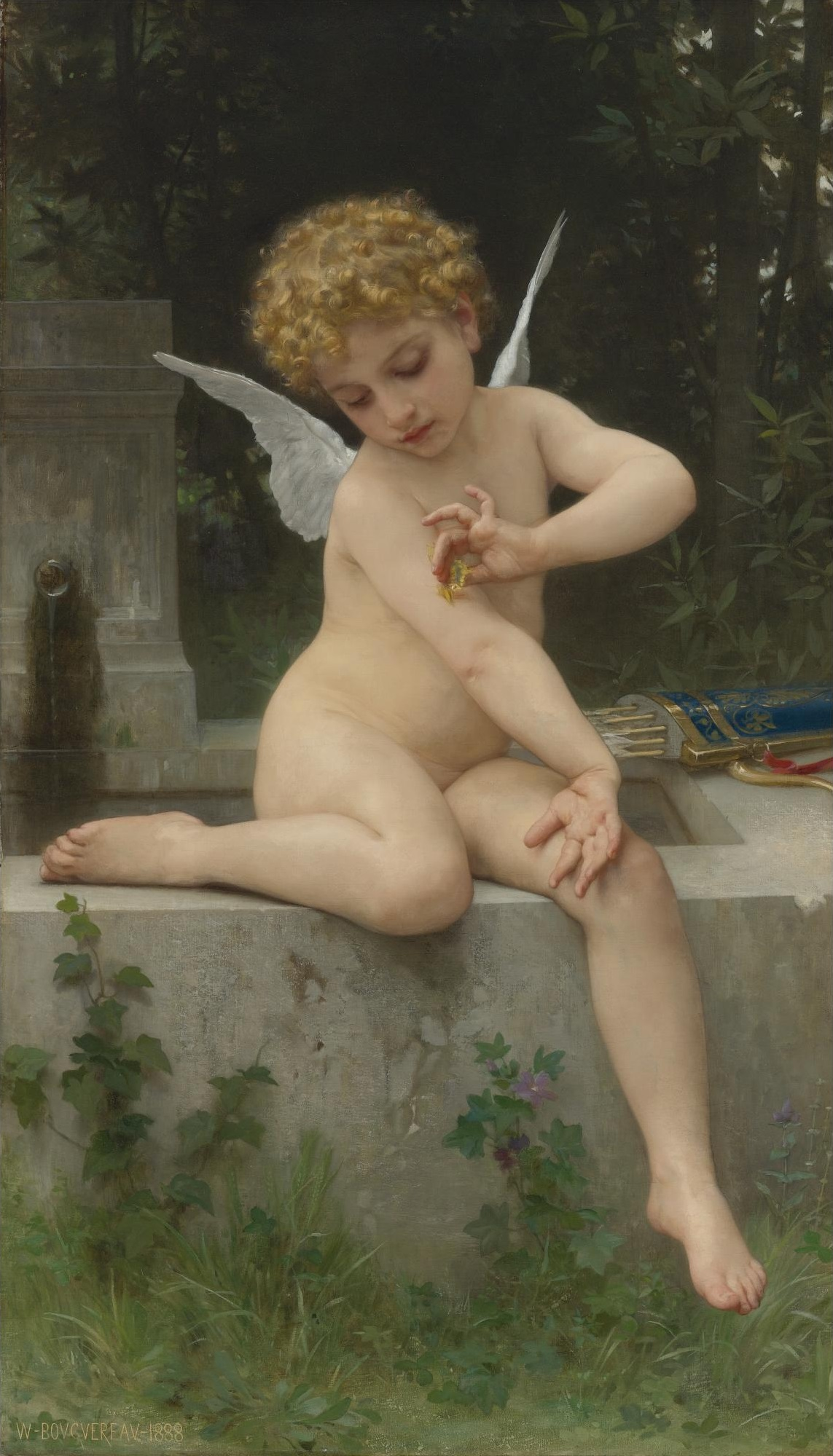
Ansset ―el Pájaro Cantor de Mikal― es descrito como un pequeño Eros por el autor.

Un enviado de Mikal, Riktors Ashen, es enviado a preguntar por el Pájaro Cantor de Mikal. Mikal tiene ciento dieciocho años, y no quiere morir sin oír su Pájaro Cantor. Cuando conducen al militar ante el niño, que por entonces tenía unos seis años, la novela lo describe así:

Ansset era delgado, pero su piel clara y el pelo rubio le daban un aspecto translúcido a través del sol que entraba por la ventana. Y las facciones del niño eran maravillosas, no solo regulares; era el tipo de rostro que enternecía tanto los corazones de los hombres como los de las mujeres. Con más facilidad

Riktors se marcha con la confirmación del hallazgo de Ansset, en espera de que su formación termine. Pero pasa el tiempo y Ansset no ha aprendido a manejar el Control, sigue aferrado a él. Kya-kya solicita el dinero para poder acabar sus estudios en la Tierra, capital del Imperio, donde sus capacidades intelectuales pueden brillar. Y una carta de Riktors Ashen comunica que en veintidós días pasará por la Casa del Canto con el encargo de llevar al Pájaro Cantor a la corte de Mikal.
Esste, en un último intento de quebrar el Control de Ansset, se encierra en la Sala Alta con el niño, en silencio, por tiempo indefinido. No le hablará, no le responderá, no le mirará hasta que pierda el Control. Pasan muchos días encerrados, en una prueba que tortura a ambos personajes, con escenas de autolesión del niño y ataques psicológicos con su prodigioso canto a la maestra. Finalmente Ansset se derrumba, todas sus emociones desbordadas, y Esste le consuela y le ayuda a recuperarse.

Y mientras sostenía contra su hombro su cara magullada y cortada, también Esste lloró. Porque dos lugares ocultos habían sido sondeados, y ella no sabía ni le importaba cuál había sido el logro más importante. Había encerrado a Ansset en el silencio de la Sala Alta para curarle. Él le había devuelto el favor y ahora ella también estaba curada.

Riktors Ashen acude a recoger a Ansset, y presencia su concierto de despedida. «Las manos de Ansset se movían en el aire, subiendo, bajando, siguiendo el compás de los extraños ritmos de la música». El enviado del emperador quedó hechizado por la canción, una de las experiencias más intensas de su vida:

Riktors había visto riquezas, la opulencia del palacio de Mikal en Susquehanna, había visto las mil cosas más bellas que la gente hacía, compraba y vendía. Ninguna de aquellas cosas era comparable a la belleza que caminaba junto a él, que le daba la mano, que le sonreía mientras la Casa del Canto se cerraba a sus espaldas

### Mikal
Ansset es enviado con nueve años a la corte de Mikal, en la Tierra. Partiendo de la nada, Mikal es un duro militar que ha conseguido convertirse en el emperador de una galaxia que encontró dividida. A pesar de su aparente dureza, tiene la suficiente sensibilidad como para haber esperado durante décadas un pájaro cantor por encima de todas las cosas. Desde el momento en que Ansset llega, el corazón del anciano emperador es suyo. Para el viejo Mikal, Ansset representa la belleza y la pureza que se perdió por el camino. Entre ambos se establece una relación paterno-filial, no exenta de maledicencia en la corte, que rumorea sobre la naturaleza de la relación entre el anciano y el hermoso niño, pero lo cierto es que el amor mutuo es grande y en absoluto sexual.

Todos se preguntaban, por supuesto, si un niño de tanta belleza había encontrado un hueco en la cama de Mikal. Kya-Kya lo sabía bien. La Casa del Canto nunca habría tolerado una cosa así. Nunca enviarían a un Pájaro Cantor a alguien que intentara algo semejante.

Ansset se encuentra con Kya-kya, que ha adoptado el nombre de Kyaren y estudia en la universidad de Susquehanna, la capital del Imperio.
Viviendo en la Corte Imperial, Ansset se ve envuelto en las intrigas que pretenden despojar a Mikal del poder. Y en una de esas intrigas, Ansset es secuestrado. Cuando reaparece al cabo de cinco meses, la seguridad del emperador se ve cuestionada: si quisieran escoger a un asesino perfecto, no podrían haber encontrado a nadie mejor que Ansset. No se sabe qué han podido hacerle al niño en esos cinco meses, y nadie más que él ve a Mikal en circunstancias íntimas. Nadie más que él tiene su confianza. Mikal no puede vivir sin Ansset, y ordena una recepción a corte abierta.

—Traédmelo —dijo Mikal—, en corte abierta, para que todos puedan ver que acepto de nuevo a mi Pájaro Cantor. No le tendré miedo. Dentro de dos horas. [...]

Ansset corrió hacia él, y le abrazó ante el trono, y salieron juntos del salón, con una leyenda creciendo ya a sus espaldas. Dentro de una semana, todo el imperio sabría que Mikal había llamado «hijo mío» a su Pájaro Cantor; el abrazo sería reflejado en cada periódico, y los narradores repetirían una y otra vez aquellas palabras: «Tu vida me es más preciosa que la mía propia».

Poco después, cuando todo parecía solucionado, un atentado contra Mikal revela el misterio tras el secuestro. Ansset se lanza fieramente contra cinco atacantes y los destroza literalmente con las manos. Durante su secuestro, fue entrenado para convertirlo en una máquina de matar, un arma humana. El complot acaba saliendo a la luz, con Riktors Ashen a la cabeza, y finalmente Mikal, viejo y cansado, abdica en Riktors para asegurar una figura fuerte que mantenga el imperio unido. Un año después Mikal está retirado en Brasil con Ansset, y Riktors Mikal, pues toma como título el nombre del viejo emperador, tras sofocar las rebeliones fruto del cambio de poder, ordena su muerte. Ansset, que desprecia a Riktors completamente, debería haber vuelto a la Casa del Canto, pero el nuevo emperador le muestra una carta de Esste que dice que puede ser asignado a Riktors si quiere. Confiando en su maestra y mentora, Ansset decide permanecer en la corte.

### Josif
Kyaren aparece de nuevo en la trama, como programadora de ordenadores en el Centro Informático de Tegucigalpa, donde se siente infrautilizada. Conoce a Josif, un historiador, un desclasado como ella, con el que trabará una relación, pese a las tendencias homosexuales de él.

Quince minutos más tarde Josif empezó a desnudarla. Ella le miró sorprendida:
—Creía... —dijo, y él la interrumpió:
—Estadísticas —dijo—. Tendencias. Me siento atraído un 62% hacia los hombres, un 31% hacia las mujeres, y un 7% hacia las ovejas. Y un 100% hacia ti.

Ansset es un niño que entrega su cariño con facilidad, y llega a amar a Ricktors, pero no con el mismo amor que experimentara por Mikal. Cumplidos los quince años y llegado el final de su contrato, Ansset recuerda a Riktors que debe volver a la Casa del Canto, lo que provoca la cólera despechada del emperador, que lo envía a sus aposentos sin que pueda moverse de ellos. Transcurrido un mes, el silencio y la soledad, junto con una nota de Riktors en que le comunica que la Casa del Canto no le quiere de vuelta, provocan que Ansset, desesperado, pierda las canciones.

Lamento informarte que la Casa del Canto nos ha notificado que no volverás con ellos. Tu servicio a dos emperadores, dicen, te ha contaminado y no puedes regresar. El mensaje estaba firmado por Esste. Es una lástima que este mensaje llegue cuando ya no eres bien recibido aquí. En la actualidad, estamos intentando decidir qué podemos hacer contigo, ya que ni nosotros ni la Casa del Canto puede encontrar ninguna otra justificación para mantenerte. Indudablemente, esto es un golpe para ti. Estoy seguro de que puedes imaginar lo mucho que lo siento.
Riktors Mikal, Imperator

Cuando poco después lo recibe en audiencia, Ricktors interpreta el silencio de Ansset como un rechazo, y dolorido le da el puesto de administrador de la Tierra. Mientras tanto, Kyaren y Josif han descubierto y denunciado un fraude en la administración y son promocionados a nuevos y mejores puestos en la administración central del planeta, en Babilonia, donde coincidirán con Ansset, el nuevo administrador de la Tierra.
En la Casa del Canto, donde todos esperan con ansiedad su regreso, reciben un aviso del emperador indicando el deseo de Ansset de no volver, lo que hace perder el Control a una desesperada Esste. Mientras tanto, Ansset confiesa a Kyaren que ha perdido la voz, y ella, comprendiendo el significado de eso en alguien como él, se ofrece a ayudarle. Con ella podrá dejar el Control, desahogarse ya que no puede cantar. Las habilidades de Ansset para empatizar con los distintos pueblos de la Tierra, así como su habilidad para imitar sonidos y acentos en una especie de hablacanción sin palabras, así como la experiencia adquirida junto a Mikal y la ayuda de Kyaren hacen del muchacho un administrador hábil, eficiente y capaz. La cercanía con Kyaren hace que Josif aparezca en escena, y desde el momento en que Josif conoce a Ansset se enamora de él. Kyaren queda embarazada de Josif, y se casan, con la esperanza de olvidar a Ansset, pero un año después, Kyaren y Josif parten con él en un viaje por las distintas prefecturas de la Tierra.
En la Casa del Canto proporcionan a los niños unas drogas que retrasan su pubertad en unos cinco años, cinco años más con sus hermosas voces de la infancia. Se sabe que estas drogas provocan ciertos efectos colaterales, peor en los hombres que en las mujeres, pero no se sabe cómo ni por qué. Con diecisiete años Ansset experimenta cambios en su cuerpo, necesidades que no puede definir, y responde al afecto inexpresado de Josif entregándose a él.

Y el clímax llegó a Ansset no como un éxtasis, sino como un dolor exquisito, más de lo que su «Control» podía contener, más de lo que su voz podía expresar. Se agitó en silencio, reflejando en su rostro una mueca de agonía, y la boca abierta con gritos demasiado dolorosos para convertirse en sonido.

Sin el tratamiento adecuado, las drogas de la Casa del Canto convierten el orgasmo en una tortura. Como mecanismo de defensa, Ansset se ha vuelto impotente de por vida: su cuerpo se niega a volver a pasar esa agonía. Cuando despierta en el hospital le informan que Josif ha sido detenido por la seguridad imperial y parte de inmediato a Susquehanna. Durante la audiencia con Riktors éste descubre que fue el encierro y el rechazo de la Casa del Canto lo que provocó que Ansset perdiera las canciones, y éste descubre en la voz de Riktors que la Casa del Canto no tuvo nada que ver.

—Quería tus canciones —dijo Riktors.
—Querías mis canciones más que mi felicidad —respondió Ansset amargamente—. Así que me quitaste la felicidad y me robaste las canciones.

Cuando Kyaren y Ansset acuden a ver a Josif, descubren que lo han castrado. Ansset, lleno de furia, vuelve a la sala donde está Riktors y se enzarza en una brutal pelea con Ferret, el jefe de seguridad, que acaba en empate técnico. En ese momento Ansset se entera de que fue Ferret quien le entrenó durante el secuestro, complotado con Riktors para que matara a Mikal. El dolor y la rabia superan el Control de Ansset, que se lanza a cantar, sin la técnica y la sutileza de antaño, pero con todo el poder emocional de su voz, expresando todo el dolor, la pena, la destrucción y la muerte. La canción alcanza plenamente a Riktors, destrozándole emocionalmente, y más directamente a Ferret, que se suicida arrancándose el corazón con sus propias manos.

### Kyaren
Riktors entra en coma, y al despertar se niega a hablar, no respondiendo a los estímulos. Su estado puede prolongarse indefinidamente, de modo que, tras asumir Kyaren y el Mayordomo de palacio las responsabilidades de gobierno temporalmente, acaban llamando a Esste para que acudiera a curar los males del imperio. En un año, el talento y el cuidado de Esste consuela a Ansset ayudándole a recobrarse, suaviza las preocupaciones de la corte, e incluso logra sacar de su catalepsia a Riktors, aunque nunca podrá volver a gobernar.

Y gradualmente, a medida que el año pasaba, Esste se separó de las discusiones, dejó de ir a las reuniones, y el Mayordomo y Kyaren gobernaron juntos, pues ninguno de los dos era todavía suficientemente fuerte para gobernar solo, y ambos se alegraban de que no fuera necesario.

Riktors queda como figura imperial en primer plano, pero finalmente el gobierno lo llevan Kyaren y el Mayordomo, que tras la muerte de Josif contraen matrimonio. Ansset acompaña a Riktors los tres últimos años de su mandato, y es nombrado emperador a su muerte, reinando durante sesenta años, con ayuda de Kyaren y el Mayordomo. A los ochenta y dos años, viejo y cansado, abdica en Efrim, el hijo de Kyaren y Josif. Y aunque es incapaz de cantar una nota, decide volver a casa, a la Casa del Canto.

### Rruk
Treinta años después del inicio del reinado de Ansset, Esste siente que su trabajo ha terminado, y fallece en la Sala Alta. Onn, el candidato ideal a substituirla como maestro cantor, es quien la descubre. La tradición exige que sea él el que se dirija al próximo maestro cantor y le diga que se haga cargo de los funerales de Esste, y la decisión es difícil. Entró en una clase, a escuchar a los niños aprendiendo, y de repente lo supo.

Onn, sin embargo, estaba seguro. Al observarla, supo que ocuparía el lugar de Esste. Y si era duro con ella, si tenía que renunciar a algo para hacerlo... bien, la Casa del Canto exigía precios altos a sus hijos, y ella cumpliría con su deber voluntariamente, como hacían todos los miembros de la Casa del Canto. Se puso en pie, y ella terminó la canción para preguntarle qué quería.
—Rruk —dijo Onn—, Esste ha muerto.

De ese modo Rruk, la niña que recibió a Ansset con la canción del amor en su primera noche, llega a convertirse en Maestra Cantora de la Casa del Canto. Con su calmada tranquilidad y paciencia, el amor de dedicaba a alumnos y profesores, y la experiencia de Onn a su servicio, el gobierno de Rruk hizo feliz a la Casa del Canto. Y un día, treinta años después, Ansset llama a la puerta.
Al principio no le reconocen, y cuando pide ver al maestro cantor, no le hacen caso. La guardesa le da comida y alojamiento por caridad, y pronto se convierte en un personaje nuevo, diferente y misterioso para los niños. Hasta que finalmente Rruk se entera y baja a ver al viejo vagabundo.

A sus ojos, el anciano era hermoso. Arrugado, desde luego, pero sus ojos eran inocentes y a la vez sabios, como si lo hubiera visto y olvidado todo. Sus labios, que se abrieron en una sonrisa en el momento en que la vio, eran infantiles. Y su piel, translúcida por la edad y a la vez ruda en comparación con su pelo blanquísimo, era inmaculada. Las arrugas habían sido forjadas más por dolor que por alegría, pero la expresión del anciano transcendía toda la historia de su cara, y extendió sus manos hacia Rruk.
—Rruk —dijo, y la abrazó.
Y en el abrazo ella sorprendió a la guardesa y al encargado de seguridad al decir: 
—Ansset. Has vuelto a casa

Rruk, pese al peligro que supone para los niños escuchar la poderosa voz de Ansset, cargada con todo el dolor y la pena de su vida, acepta que se quede a condición de que guarde silencio en la Casa del Canto, pudiendo viajar por el planeta cuando sienta necesitar de hablar. Para los niños y profesores se convierte en un enigma. Nadie que no haya estudiado en la Casa del Canto puede trabajar allí, y no pueden identificar quién es ese anciano que realiza las funciones de un Sordo. Pero una niña, Fiimma, una estudiante que soñaba con ser recordada con el mismo cariño y felicidad que Ansset, deduce su identidad, y comienza a hostigarle. Ansset evita hablar delante de la niña, pero su negativa a hablar no la desanima. Ansset realiza varios viajes por los centros de retiro de la Casa del Canto: Vigilia y Promontorio. Pero siempre regresa a la Casa del Canto.

Y, después de una temporada, hubo otra razón para que regresara. Nunca había pretendido romper su voto de silencio; se avergonzaba cuando advertía que Rruk no podía confiar en él después de todo, que su Control no era suficiente para detenerle. Pero sabía que algunas promesas no pueden mantenerse. Y otras no deberían serlo. Y por eso, en una habitación aislada de la Casa del Canto, donde Esste le había enseñado a cantar hasta que tocara el filo de las paredes, Ansset empezó a cantar.

Los primeros síntomas fueron detectados en Fiimma. La niña ha hostigado a Ansset hasta que consigue que le responda: «No tengo canciones. Las perdí todas hace años». Y la niña le devuelve sus palabras y sus sentimientos, la canción que él habría cantado de seguir teniendo su voz. Ansset decide enseñar a Fiimma, dejar su verdadero legado en alguien. Pero el progreso de la niña es tan asombroso, su voz expresa emociones que no puede haber experimentado por sí misma, y el profesor de Fiimma reconoce a Ansset tras las nuevas canciones, y lo denuncia a Rruk. Tras la discusión inicial, Ansset hace ver a Rruk que su experiencia, su dolor, han fortalecido a Fiimma, haciéndola más capaz de enfrentarse al mundo que la espera fuera, dando potencia y profundidad a su interpretación. Y Rruk organiza una reunión, permitiendo que los profesores escuchen el prodigio obrado en Fiimma, y decidan si esa experiencia debe ser compartida por todos, maestros y alumnos por igual.
Finalmente, se reúnen en la gran sala alumnos y maestros, y Ansset canta. Canta y al principio no entienden quién es. Tras la primera hora empiezan a comprender, canta y canta toda su vida, canta el amor de Mikal y la pena de su muerte, el dolor por la pérdida de su voz y su exilio de la Casa del Canto.

A medida que revivía cada suceso, sus emociones eran casi las mismas que había sentido en cada ocasión. Y como sentía fuertemente, su audiencia lo sintió con la misma fuerza, pues si Ansset había perdido la voz, había ganado en poder, y podía tocar los corazones como no podía hacerlo ningún otro cantor, a pesar de sus debilidades.

La canción de Ansset cambia las voces de la Casa del Canto, otorgándoles una profundidad y un brillo como solo el Pájaro Cantor de Mikal había mostrado hasta entonces. Ansset, realizado su trabajo, muere.

Sin embargo, parte de Ansset viviría. Nadie sabría que era Ansset. Pero mientras los cantantes y Pájaros Cantores salieran de Tew y recorrieran la galaxia, llevarían con ellos lo que hubieran aprendido de las voces de los cantores de la Casa del Canto. Y ahora una poderosa corriente bajo aquellas voces sería la vida de Ansset, que les había sido entregada irrevocablemente, suya para siempre, eternamente llena de fuerza, belleza, dolor y esperanza.

## Personajes y lugares

### La Casa del Canto
La Casa del Canto es una institución dedicada a la formación musical de niños, situada en el planeta Tew. Los niños son adoptados a muy temprana edad, tras comprobar el reclutador que muestran un talento especial para la música y el canto. Los grados que han de superar en su formación tienen nombres como «Gemido», «Eructo», «Campana» y «Brisa». Los cantantes y Pájaros Cantores que salen de la Casa del Canto rinden altos beneficios, por lo que la Casa del Canto puede permitirse cuidar de la educación y mantenimiento hasta su mayoría de edad, incluso en el caso de los Sordos, aquellos niños que por un motivo u otro no llegan a desarrollar su talento, y que en general acaban cumpliendo funciones necesarias para el mantenimiento y gobierno de la Casa del Canto.
La Casa del Canto se gobierna siguiendo una estructura pseudomonástica, con el maestro cantor de la Sala Alta como gobernante.
- Ansset, huérfano discípulo de Esste y Pájaro Cantor de Mikal y de Riktors Ashen. Posteriormente administrador de la Tierra y finalmente Emperador, acaba sus días en la Casa del Canto.
- Nniv, maestro cantor de la Sala Alta en tiempos de Mikal, le concede el deseo de tener un Pájaro Cantor. Fallece durante la infancia de Ansset.
- Esste, mentora y figura materna de Ansset, sucede a Nniv como Maestra Cantora de la Sala Alta. Fallece durante el reinado de Ansset.
- Rruk, amiga de Ansset en su infancia y maestra de la Casa del Canto, sucede sorprendentemente a Esste como Maestra Cantora de la Sala Alta durante el reinado de Ansset.
- Kya-Kya, o Kyaren, niña considerada Sorda en la Casa del Canto. Amiga y confidente de Ansset durante su época de administrador de la Tierra, llega a cogobernar el imperio durante su reinado. Casada con Josif, tiene un hijo con él, Efrim. Tras la muerte de Josif, se casa con el Mayordomo de la corte.
- Onn, maestro cantor, colaborador de Esste y posteriormente de Rruk en el gobierno de la Casa del Canto.
- Fiimma, alumna de la Casa del Canto que descubre a Ansset en su retiro y le fuerza a enseñarle.

### La Corte Imperial
El palacio y la corte imperial están en Susquehanna, capital del imperio en el planeta Tierra. Las administraciones de la Tierra y del Imperio están separadas, y Babilonia es el centro administrativo del planeta. El prólogo nos presenta la fundación de un imperio en proceso de consolidación, con un líder, Mikal, un conquistador maduro y poderoso. Al inicio de la novela, sesenta años después, el Imperio de Mikal está consolidado, y solo la continuidad del mismo está en duda. La intervención de la Casa del Canto a través de Ansset, el Pájaro Cantor de Mikal, y de su influencia sobre éste y sobre su sucesor, Riktors Mikal, posibilitan la continuidad de la estructura imperial primero con Ansset y luego con su sucesor, Efrim.
- Mikal, conquistador y fundador del imperio, figura paterna de Ansset en la corte. Al encontrar el líder que puede mantener unido su joven imperio en Riktors Ashen, abdica en él. Muere un año después, a los ciento veintiún años por orden de Riktors Mikal.
- Riktors Ashen, general del imperio de Mikal, responsable del secuestro de Ansset y de su condicionamiento para matar a Mikal, quien descubre el plan y decide abdicar en él. Toma el nombre de Riktors Mikal tras su ascenso al trono imperial.
- Josif,funcionario de la administración de Tierra, historiador de formación, se enamora de Kyaren y se casa con ella, con quien tiene a Efrim. Cuando conoce a Ansset, se enamora de él. Castrado por Ferret tras mantener una traumática relación sexual con Ansset, fallece al poco tiempo.
- Ferret, brazo ejecutor de Riktors Ashen, encargado de condicionar a Ansset durante su secuestro. Jefe de seguridad durante el reinado de Riktors Mikal, castra a Josif. Se suicida a consecuencia de una canción de Ansset.
- El Chambelán, encargado de la administración palaciega y el protocolo de la Corte Imperial. Participa y es cabeza de turco de la conspiración para asesinar a Mikal encabezada por Riktors Ashen.
- Mayordomo, Mayordomo de palacio de Riktors Mikal, se encarga del gobierno del imperio junto con Kyaren, con la que luego se casa, tras la catalepsia del emperador y posteriormente también durante el reinado de Ansset.

## Análisis
Es considerada por algunos lectores como la más completa y avanzada del autor. En su país de origen no goza de tanto prestigio, pero el resto de seguidores extranjeros la califican de sobresaliente. No solo representa el paradigma del estilo narrativo de Scott Card, también expone las claves de su particular cosmogonía. Todos los personajes son descritos desde un prisma psicológico, con especial énfasis en sus motivaciones. También resulta muy visceral, tanto en la sublimación de instintos o pulsiones sexuales como de violencia. Otra particularidad de esta novela es que, lejos de centrarse en la tecnología del futuro, desarrolla al margen del imperio galáctico un imperio poético, evocador del pasado y lleno de magia representado por la religiosidad musical de la Casa del Canto.

### Crecimiento y maduración
El maestro cantor apunta muchos de los elementos que luego harían de El juego de Ender una novela de éxito, un best seller de la ciencia ficción. De este modo, encontramos a un niño como protagonista, rodeado de adultos que intentan manipularlo, dotado de un talento sobrenatural, un mesías.
El tema alrededor del que se orquesta este crecimiento no es otro que el del Amor, con mayúsculas, de todos los tipos, heterosexual y homosexual, maternal, filial, paternal, amistad, etc. El personaje central, Ansset, es un niño que entrega su amor sin reservas ni dobleces, de una vez y para siempre. La pérdida de sus padres biológicos cuando bebé, el descubrimiento de una madre en Esste, la amistad de Rruk y Kyaren, el amor paternal de Mikal y la camaradería de Riktors o su primera experiencia amorosa con Josif son sus amores y desamores, que a lo largo de la novela le conducen a un crecimiento personal y espiritual.
Comparando La saga de Ender y El maestro cantor, los personajes protagonistas pasan por situaciones similares: separados de sus seres queridos en la infancia, se enfrentan, tras un doloroso proceso de formación, a una crisis que marcará el resto de su existencia. Incapaces de fundar una familia, crean su propia familia adoptiva. Al final de sus vidas, cuando su tarea está cumplida, se dejan morir, dejando tras de sí un legado que ha transformado la sociedad en que vivían.

### Sexualidad
En El maestro cantor el personaje principal sale de un entorno pseudo-religioso y se enfrenta al mundo, donde se despliega un amplio abanico de relaciones sexuales, como la heterosexualidad, la homosexualidad y la pedofilia. Orson Scott Card es miembro de Iglesia mormona y conservador, de profundas convicciones religiosas y una postura activa en contra del matrimonio igualitario. Según sus propias palabras, en un artículo publicado originalmente en la revista Sunstone:

Al tratar con Ansset, un hermoso artista infantil en los más altos círculos de poder, la cuestión de la homosexualidad y la pedofilia tuvo que ser tratada, porque en un momento dado surgirían. ¡Puedo pensar en pocas culturas-poder en la historia de la humanidad en las que no lo haya hecho! Pienso que puede ser porque los que buscan el poder tienden a inclinarse a la autogratificación y a la dominación de los demás mediante relaciones sexuales, así como otros tipos de relaciones, y como las culturas-poder son generalmente dominadas por los hombres, un hermoso pero vulnerable macho, va a descubrir que la mayor parte de la dominación y la explotación procede de los hombres. Hay más que eso, estoy seguro, pero una cosa es inevitable: Ansset iba a ser abordado.
Orson Scott Card

En cuanto a las críticas recibidas desde sectores conservadores por presentar el tema de la relación homosexual de Ansset y Josif, de tan dramático resultado, como una hermosa y natural historia de amor en El maestro cantor, Scott Card responde:

Lo que la novela ofrece es un tratamiento de personajes que comparten, entre ellos, un acto prohibido que tiene lugar debido al deseo por un lado, la compasión por el otro, y verdadero amor y amistad por ambas partes. Yo no estaba tratando de mostrar que la homosexualidad sea hermosa o natural. De hecho, el sexo de cualquier tipo es probable que sea bonito solo para los participantes, y es difícil hacer una defensa de la naturalidad de una obvia tendencia contraevolutiva como el emparejamiento entre personas del mismo sexo. Esas cuestiones son irrelevantes. La amistad entre Ansset y Josif es lo hermoso y natural, a pesar de que finalmente los llevó por un camino de mutua autodestrucción. Y ambos fueron cruelmente tratados por la sociedad que les rodeaba, siendo considerados como prescindibles o explotables.
Orson Scott Card

En el mismo artículo expresa su opinión sobre la homosexualidad y el matrimonio igualitario, en respuesta a las repetidas acusaciones de homofobia vertidas sobre el autor desde distintos sectores progresistas de los Estados Unidos, donde Scott Card es una de las voces más críticas desde el sector conservador en contra del matrimonio entre personas del mismo sexo y, en general, contra políticas que muestren la homosexualidad como una opción válida y respetable.
Según él, su postura se basa en su filiación religiosa, en que se debe «condenar el pecado, pero amar al pecador»:

Por otra parte, si nos permitimos ser intimidados por miedo a la censura del mundo, en silencio frente a los intentos de los homosexuales para hacer su pecado aceptable con arreglo a las leyes de la política, entonces hemos abandonado nuestro papel como maestros de la justicia. (...)
Esto se aplica también a la política, a los ciudadanos en general. Las leyes contra el comportamiento homosexual deben permanecer en los libros, no para ser usadas indiscriminadamente contra cualquiera que sea descubierto en violación de las mismas, sino para ser usadas cuando sea necesario enviar el claro mensaje a aquellos que violan flagrantemente las reglas de comportamiento sexual de la sociedad que no se les permitirá permanecer como aceptables, ciudadanos iguales dentro de esa sociedad.
Orson Scott Card

## Referencia bibliográfica
- Scott Card, Orson: El maestro cantor. Barcelona: Ediciones B, 1992.